# William Sterrett Ramsey
William Sterrett Ramsey (* 12. Juni 1810 in Carlisle, Pennsylvania; † 17. Oktober 1840 in Baltimore, Maryland) war ein US-amerikanischer Politiker. In den Jahren 1839 und 1840 vertrat er den Bundesstaat Pennsylvania im US-Repräsentantenhaus.

## Werdegang
William Ramsey genoss eine klassische Ausbildung am Dickinson College in Carlisle und später in England, wo er danach als Angestellter an der amerikanischen Botschaft tätig war. Politisch trat er erst Ende der 1830er Jahre als Mitglied der Demokratischen Partei in Erscheinung.
Bei den Kongresswahlen des Jahres 1838 wurde Ramsey im 13. Wahlbezirk von Pennsylvania in das US-Repräsentantenhaus in Washington, D.C. gewählt, wo er am 4. März 1839 die Nachfolge von Charles McClure antrat. Im Jahr 1840 wurde er wiedergewählt. Damals litt er bereits an einem Leberleiden. Wenige Tage nach seiner Wiederwahl nahm sich William Ramsey in einem Hotel in Baltimore das Leben.